# Orzivecchi
Orzivecchi ist eine norditalienische Gemeinde (comune) mit 2506 Einwohnern (Stand 31. Dezember 2023) in der Provinz Brescia in der Lombardei. Die Gemeinde liegt etwa 24,5 Kilometer südwestlich von Brescia.

## Verkehr
Durch die Gemeinde führt die frühere Staatsstraße 235 (seit 2001 Provinzialstraße) von Pavia nach Brescia.